# Kelly Stables
Kelly Michelle Stables (Saint Louis, 26 januari 1978) is een Amerikaans actrice. Ze maakte in 2002 haar acteerdebuut als Sophie, een jongere versie van het personage van Carol Kane in de enige uitgezonden aflevering van de comedyserie The Grubbs. Haar filmdebuut volgde in 2003, als Queen Ghost in The Haunted Mansion. Kenmerkend voor Stables is haar kleine gestalte (1,50 meter).
Voor Stables filmrollen kreeg, deed ze al stuntwerk voor Spider-Man en The Ring. Ze fungeerde in laatstgenoemde film als stuntdubbel van Daveigh Chase. Ze was in The Ring Two drie jaar na het origineel te zien in een daadwerkelijke eigen rol, als kwaadaardige versie van Chase' personage Samara. Naast haar werk in film- en televisierollen verleende Stables haar stem aan personages in verschillende animatieseries- en films. Zo is ze te horen als onder meer Will Vandom in 52 afleveringen van W.I.T.C.H., als  Saffron in Sofia the First en als de stem van verschillende personages in Cloudy with a Chance of Meatballs 2.
Stables trouwde in 2005 met Kurt Patino. Samen met hem kreeg ze in 2012 haar eerste en in 2015 haar tweede kind, allebei zoons.

## Filmografie
*Exclusief televisiefilms
- One Last Night (2018)
- Horrible Bosses 2 (2014)
- Tom and Jerry: The Lost Dragon (2014, stem)
- Cloudy with a Chance of Meatballs 2 (2013, stem)
- Zambezia (2012, stem)
- Should've Been Romeo (2012)
- Santa Baby 2: Christmas Maybe (2010)
- Dragon Hunter (2009)
- Together Again for the First Time (2008)
- Telling Lies (2008)
- Furnace (2008)
- Hoodwinked! (2006, stem)
- The Ring Two (2005)
- State's Evidence (2004)
- Bring It on Again (2004)
- Pride and Prejudice (2003)
- The Haunted Mansion (2003)

## Televisieseries
*Exclusief eenmalige gastrollen
- Superstore - Kelly (2017-...)
- Malibu Dan the Family Man - Kate Marshall (2017, dertien afleveringen)
- No Tomorrow - Mary Anne (2016, vier afleveringen)
- Sofia the First - Saffron (2015-2016, twee afleveringen)
- The Exes - Eden (2011-2015, 64 afleveringen)
- Baby Daddy - Kayla (2013, twee afleveringen)
- Romantically Challenged - Lisa Thomas (2010-2011, zes afleveringen)
- Two and a Half Men - Melissa (2008-2010, tien afleveringen)
- 'Til Death - Sandi (2009, twee afleveringen)
- Greek - Janette (2007-2009, acht afleveringen)
- The Bold and the Beautiful - Vrouw in schoonheidssalon (2008, twee afleveringen)
- W.I.T.C.H. - stem Will Vandom (2004-2006, 52 afleveringen)

- Biblioteca Nacional de España: XX4933510
- Bibliothèque nationale de France: cb16675454q (data)
- International Standard Name Identifier: 0000 0001 1692 1945
- Library of Congress Control Number: no2009138502
- Virtual International Authority File: 100744370
- WorldCat: E39PBJhmMbcYWb4Kt686CH3YT3